# Борис Олександрович
Борис Олександрович (рос. Борис Александрович; д/н — 10 лютого 1461) — великий князь тверський у 1425—1461 роках.

## Життєпис
Молодший син Олександра Івановича, князя Холмського, та доньки князя Федора Михайловича Молозького. 1425 року під час епідемії чуми померли послідовно його батько і старший брат Юрій. Після цього він став великим князем.
Початок його правління збіглося з малоліттям Василя II, великого князя Московського, опікуном якого був великий князь Литовський Вітовт. У 1427 році наслідуючи своїх сусідів визнав зверхність останнього, плануючи здобути довготривалий захист від Москви.
У 1430 році після смерті Вітовта Литва поринула у боротьбу за владу. Але вже у 1433 році втрутився у боротьбу в великому князівстві Московському. Спочатку надав прихисток Василю II. Потім до 1436 року маневрував між різними претендентами. 
1439 року відправив свого посланця Фому на Флорентійський собор, де вирішувалося питання унії між католиками і православними. Загалом Борис Олександрович готовий був підтримати унію в обмін на визнання за ним царського (королівського) титулу. Втім у 1442 році надав прихисток митрополиту Ісидору, якого не прийняли в Москві. Але зрештою через загальний спротив знаті й духовенства унії великий князь Тверський наказав Ісидорові залишити свої володіння.
1446 року після засліплення Василя II надав йому допомогу проти великого князя Московського Дмитра Юрійовича. Але після 1447 року не надавав підтримки Василю II.
У 1454 році після загибелі Дмитра Івановича вимушений був визнати зверхність Москви. За цим спокійно панував до самої смерті у 1461 році. Йому спадкував син Михайло.

## Цікавинки
- рогатина Бориса Олександровича до тепер зберігається у Зброярській палаті у Москві
- саме у Твері місцевий чернець Фома 1453 року склав «Схвальне слово великого князя Бориса Олександровича», де обґрунтовувався тезис Твері як Третього Риму і Другого Константинополя. Цю ідею в подальшому було запозичено великим князем Московським Василем III і митрополитом Зосимою, які замінив тезис «Твер — Третій Рим» на «Москва — Третій Рим».

## Родина
1. Дружина — Анастасія, донька князя Андрія Дмитровича Можайського
Діти:
- Марія (1442—1467), дружина Івана III, великого князя Московського

2. Дружина — Анастасія. донька князя Олександра Васильовича Шуйського
діти:
- Олександр (д/н — 1454/1455)
- Михайло (1453/1457 — 1505), великий князь Тверський